# Riksvei 5
De riksvei 5 is een nationale weg in de provincie Vestland in Noorwegen. De lengte van de weg bedraagt zo'n 153 km. De weg begint in Florø en eindigt in Lærdal ter hoogte van de E16. De weg bevat zes tunnels, in lengte variërend van 1,9 tot 6,8 km. De weg passeert een tiental dorpskernen en enkele fjorden.
Dagelijks rijden 1.900 voertuigen tussen Florø en Naustdal, 1.200 voertuigen door de Frudalstunnelen en 1.900 voertuigen gebruiken dagelijks de veerdienst over het Sognefjord.

## Plaatsen langs de weg
- Florø
- Brandsøy
- Eikefjord
- Storebru
- Naustdal
- Førde
- Havstad
- Bruland
- Langhaugane
- Vassenden
- Älhus
- Skei
- Stedje
- Kaupanger
- Lærdalsøyri Lærdal

Europese wegen:
E6 · E8 · E10 · E12 · E14 · E16 · E18 · E39 · E45 · E69 · E75 · E105 · E134 · E136
Riksveier:
2 · 
3 · 
4 · 
5 · 
7 · 
9 · 
12 · 
13 · 
15 · 
19 · 
20 · 
21 · 
22 · 
23 · 
25 · 
35 · 
36 · 
40 · 
41 · 
42 · 
44 · 
47 · 
52 · 
55 · 
70 · 
73 · 
77 · 
80 · 
83 · 
85 · 
92 · 
93 · 
94 · 
110 · 
111 · 
120 · 
150 · 
156 · 
159 · 
162 · 
163 · 
190 · 
191 · 
200 · 
282 · 
420 · 
451 · 
502 · 
509 · 
510 · 
518 · 
555 · 
562 · 
580 · 
616 · 
617 · 
658 · 
681 · 
706 · 
827 · 
833 · 
853 · 
862 · 
881 · 
887 · 
892 · 
893